# قسم كوشك قاضي الريفي (مقاطعة فسا)
قسم كوشك قاضي الريفي (بالفارسية: دهستان کوشک قاضی) هي منطقة سكنية تقع في قسم في إيران. يقدر عدد سكانها بـ 12,129 نسمة.